# Вибленка

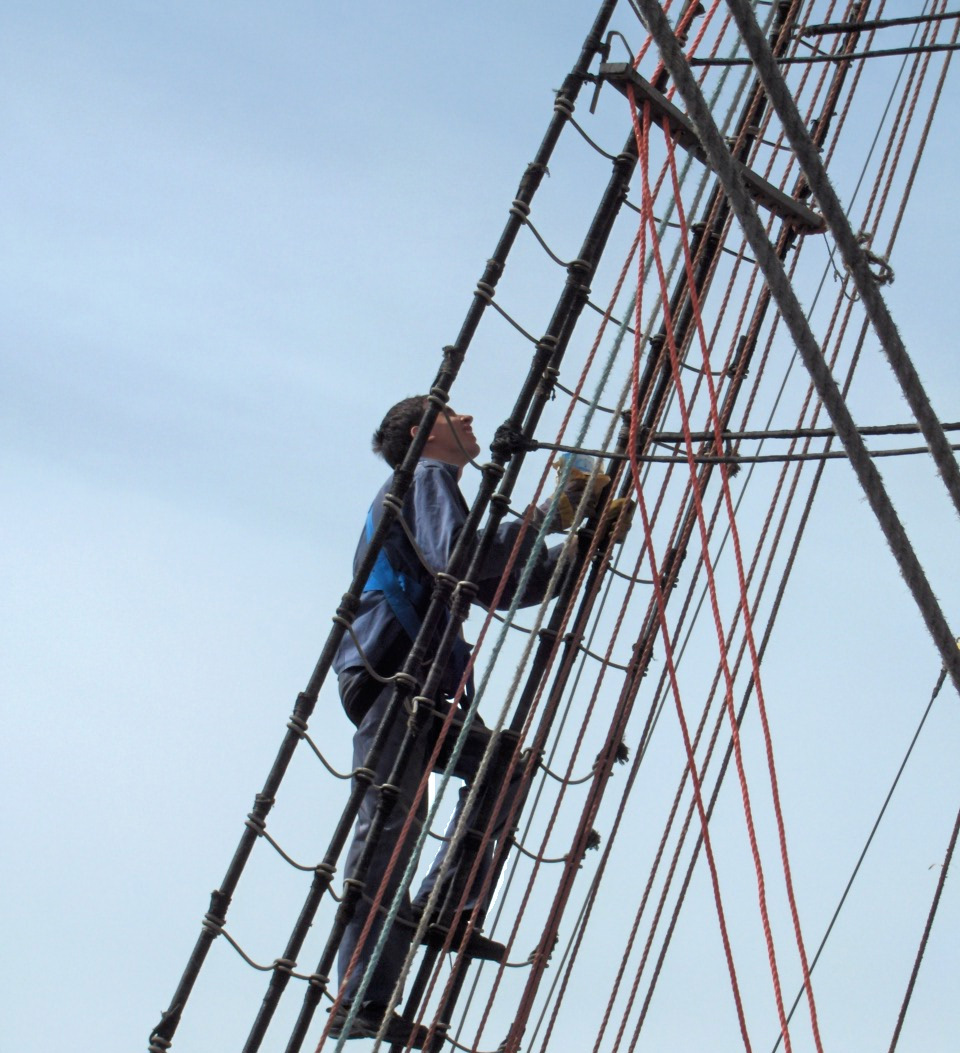
Підйом по вибленках на кораблі «Мир»

Ви́бленка (від нім. Webeleine — «павутинна мотузка») — горизонтальний короткий трос чи дерев'яна планка, що сполучує ванти. Вибленки утворюють щаблі для підйому на щогли: для спостереження за морем з марсових майданчиків і салінгів, а на кораблях з прямим вітрильним озброєнням, окрім того, і для робіт з вітрилами. Є характерним елементом зовнішнього вигляду багатьох вітрильників.
Для кріплення вибленок до вант використовувався вибленковий вузол (вантовощабельний вузол, вузол стремено). Як зауважує Кліффорд Ешлі в своїй «Книзі вузлів», вузол використовувався для цієї мети принаймні з першої чверті XVI століття.

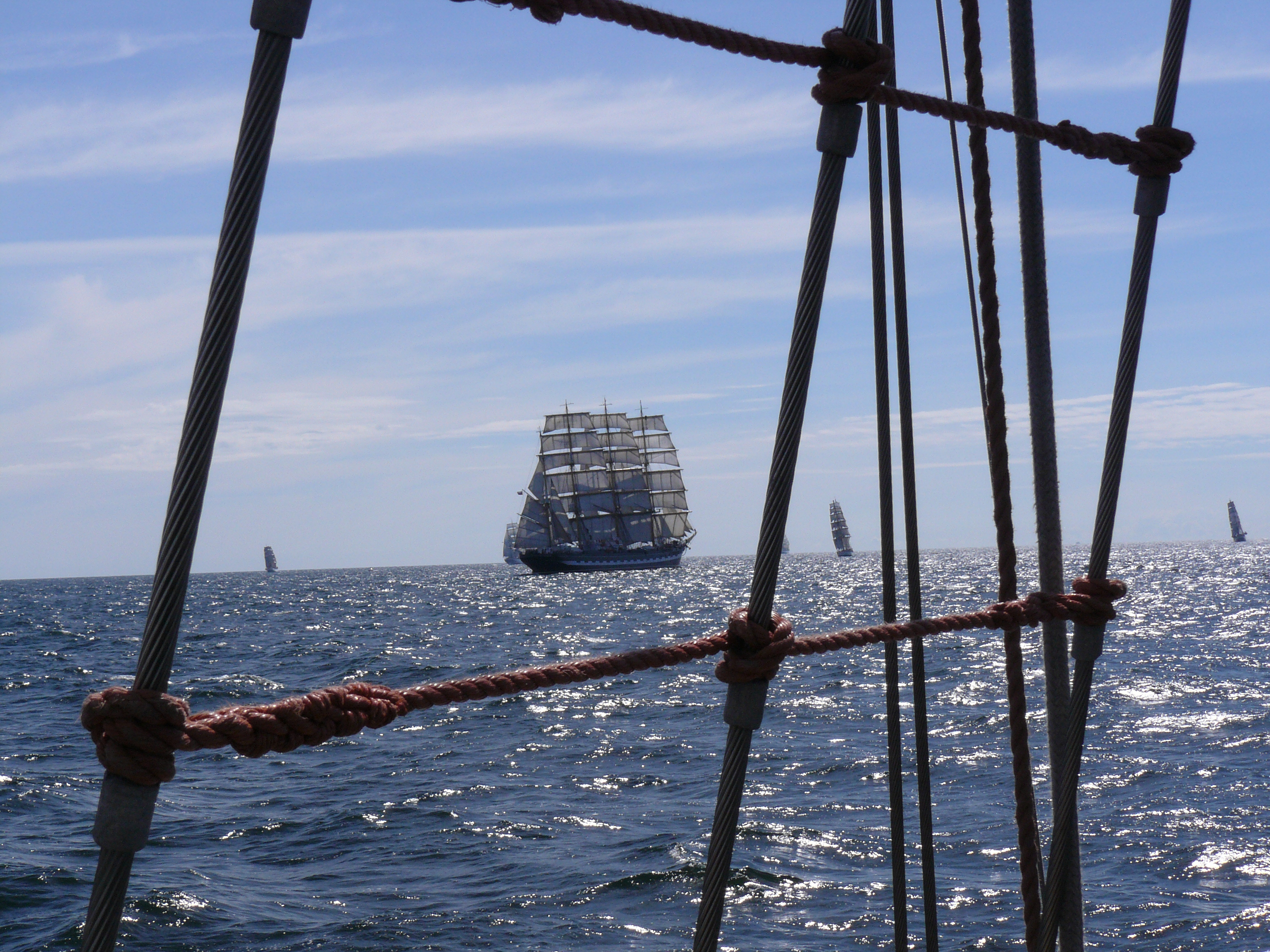
Вибленки вант і барк «Крузенштерн»
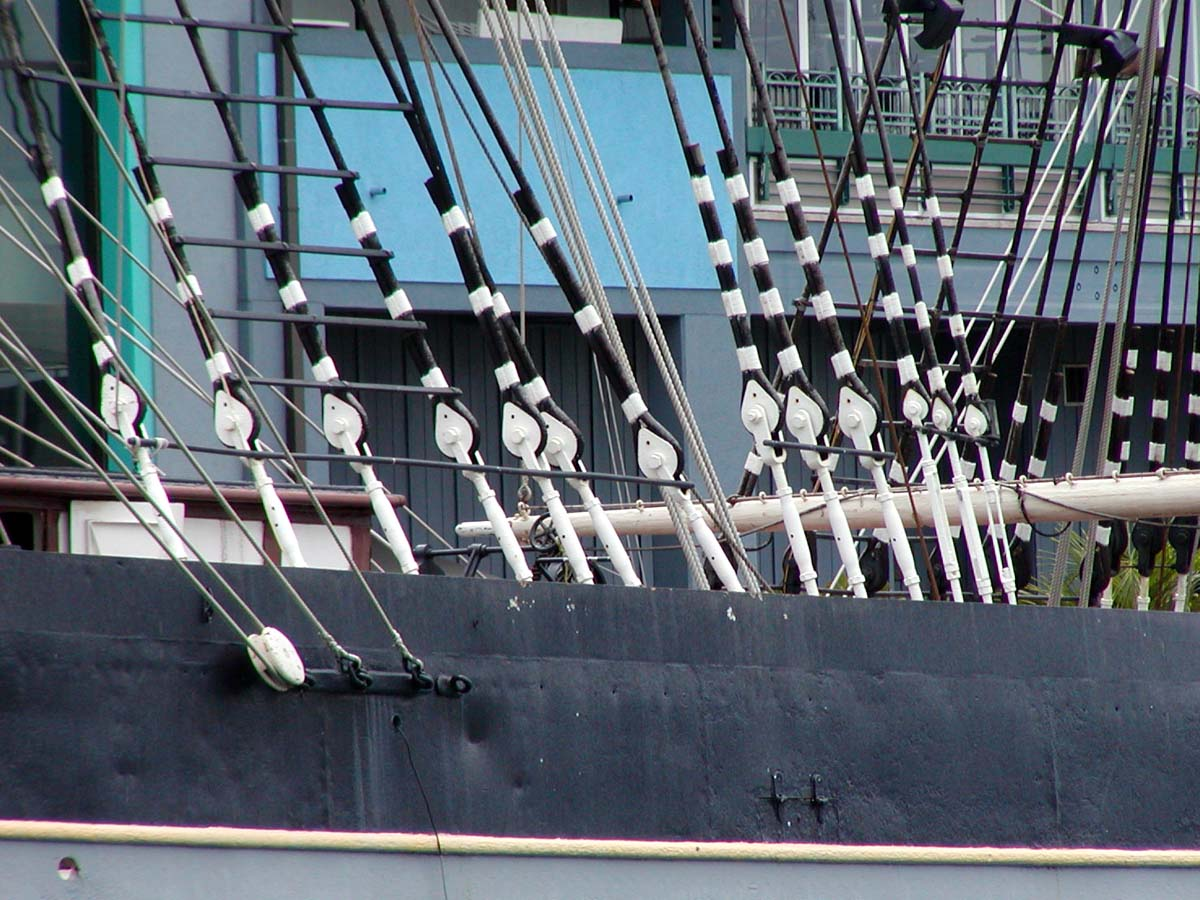
Жорсткі вибленки корабля «Falls of Clyde»